# Camptopleura auxo
Camptopleura auxo är en fjärilsart som beskrevs av Heinrich Benno Möschler 1878. Camptopleura auxo ingår i släktet Camptopleura och familjen tjockhuvuden. Inga underarter finns listade i Catalogue of Life.